# Spermophilus adocetus
Spermophilus adocetus е вид гризач от семейство Катерицови (Sciuridae). Видът не е застрашен от изчезване.

## Разпространение и местообитание
Разпространен е в Мексико (Гереро, Мичоакан и Халиско).
Обитава гористи местности, места със суха почва, каньони, храсталаци и плата в райони с тропически климат, при средна месечна температура около 22,2 градуса.

## Описание
На дължина достигат до 17,8 cm, а теглото им е около 155,5 g.
Популацията на вида е стабилна.